# Пошук великодніх яєць

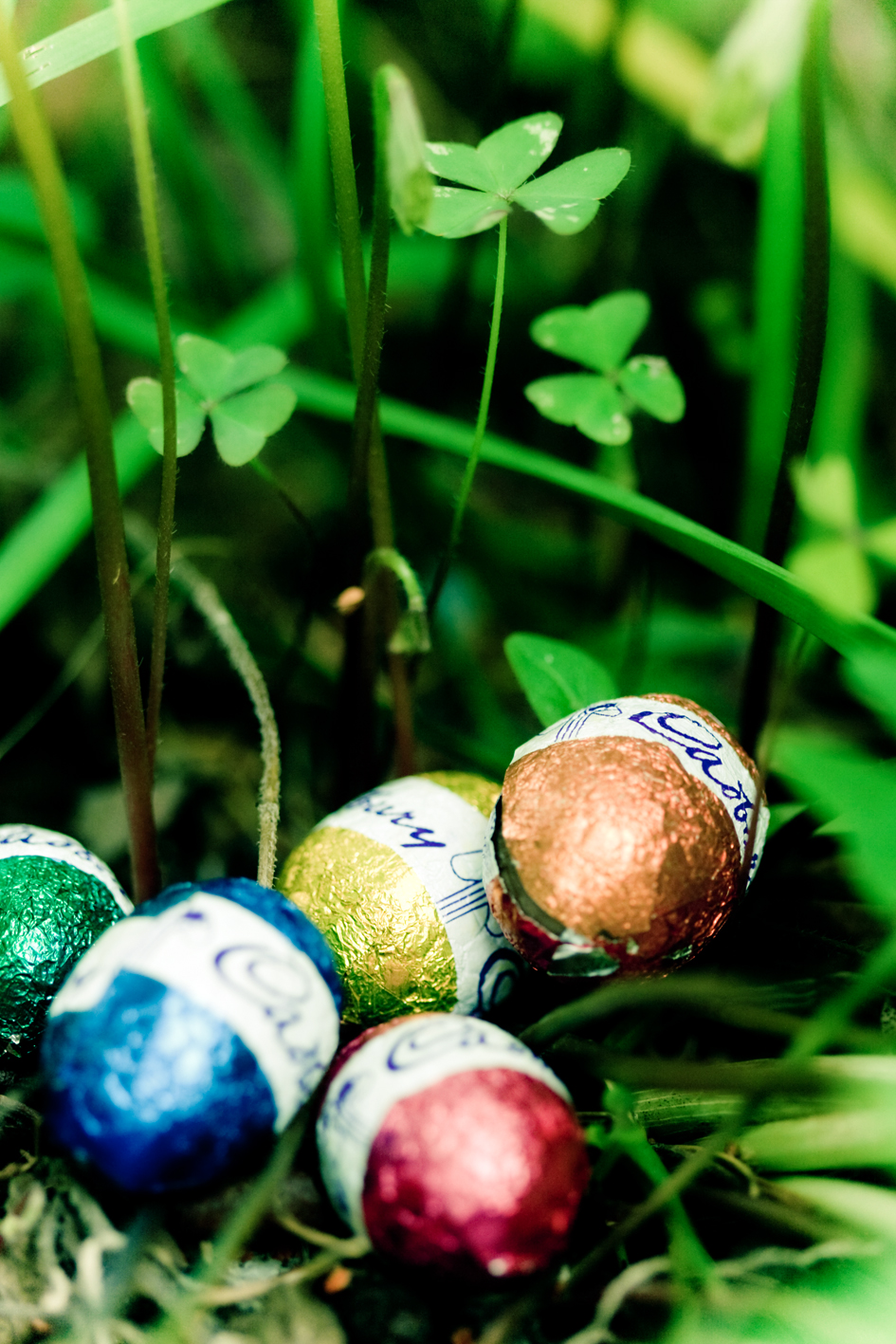
Заховані шоколадні великодні яйця

Пошук великодніх яєць — великодня гра, під час якої діти розшукують заховані великодні яйця.

## Опис
У грі беруть участь найрізноманітніші яйця: зварені круто і розфарбовані, наповнені шоколадом або цукерками, пластмасові, шоколадні в обгортці з фольги. Багато хто відмовляється від солодощів на час 40-денного посту (Lenten sacrifice), а після утримання можуть собі їх дозволити. Гру проводять на відкритому повітрі, але також можливо і в приміщенні. Як правило, діти збирають знайдені яйця в кошик . Після пошуків видають призи за різні досягнення: за найбільшу кількість зібраних яєць, за найбільше або найменше яйце, за найбільше число яєць певного кольору; а також заохочувальні призи та призи-жарти . Яйця далі можуть використовуватися в інших іграх, наприклад, биття яєць або в Мексиці кидання і розбивання каскаронів (яйця з конфеті, що залишилися після Марді Гра). Яйця ховають з різним рівнем складності, пропорційно віку і рівню розвитку дітей. У південно-німецьких народних традиціях яйця було прийнято ховати в важкодоступних місцях, таких як зарості кропиви або колючі чагарники . Щоб слабозорі діти змогли брати участь в грі, створили яйця, що видають звуки: клацання, гудки, шум або музику.
У різних регіонах свої уявлення про те, звідки з'являються заховані великодні яйця. У католицькій Франції, Нідерландах і у нідерландомовних бельгійців яйця приносять з Риму літаючі дзвони з крилами . У більш протестантських культурах, в Німеччині, здебільшого Австрії, Швейцарії та Ельзасі, крашанки приносять великодні зайці або кролики . Але у кролика, існують конкуренти: в швейцарських кантонах Берн, Цуг і Люцерн яйця розносить зозуля, в Німеччині в Шлезвіг-Гольштейн, Саксонії, Верхній Баварії (ще в Австрії) — півень, в Тюрингії — лелека, у Вестфалії — лисиця, в Тіролі — курка . У деяких регіонах Німеччини, наприклад, Гарц, великодній заєць раніше не був відомий . З Німеччини великодній кролик поширився в США, Великій Британію та всю Центральну Європу. В Австралії крім кролика є місцевий Білбі.
Традиційно гра асоціюється з Великоднем і крашанками, але вона також популярна на весняних вечірках на честь дня народження.
У Книгу рекордів Гіннесса занесене місто Гомер, штат Джорджія, США, де в 1985 році для пошуку було заховано 80 000 яєць при чисельності населення міста в 950 чоловік.

## Історія

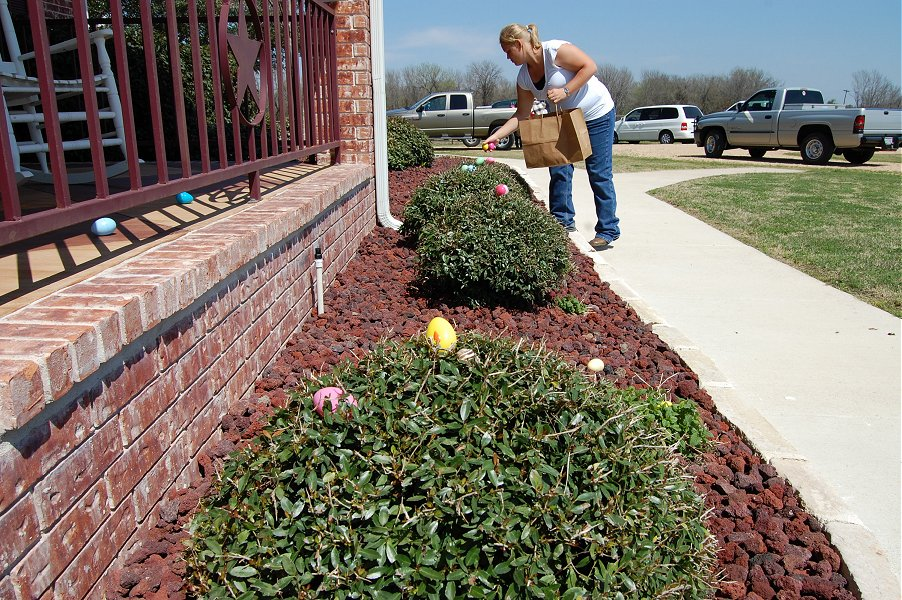
Жінка ховає крашанки в легкому місці для гри з дошкільнятами

У дохристиянському святкуванні весни яйце було символом відродження землі. У ранніх християн яйце стало символом воскресіння Ісуса: яйце порівнювався з Гробом Господнім. Лізетт Ларсон-Міллер, професор теологічного союзу випускників Берклі, простежує традицію пошуку яєць до часів протестантського реформатора Мартіна Лютера (1483—1546): "Ми знаємо, що Мартін Лютер брав участь в пошуку крашанок. Тоді чоловіки ховали яйця, а жінки і діти — шукали, ймовірно, це пов'язано з уявленнями про те, що яйця символізують гробницю [Ісуса] ". Щонайменше з XVII століття вважається, що пасхальний кролик приносить великодні яйця. В Англії пошук пасхальних яєць з'являється пізніше, про це свідчить вступна лекція А. Е. Хаусмана на пост професора латини в Університетському коледжі в Лондоні, прочитана в 1892 році: «У Німеччині люди на Великдень навколо будинку та саду ховають різнокольорові яйця для розваги дітей, їх розшукують».

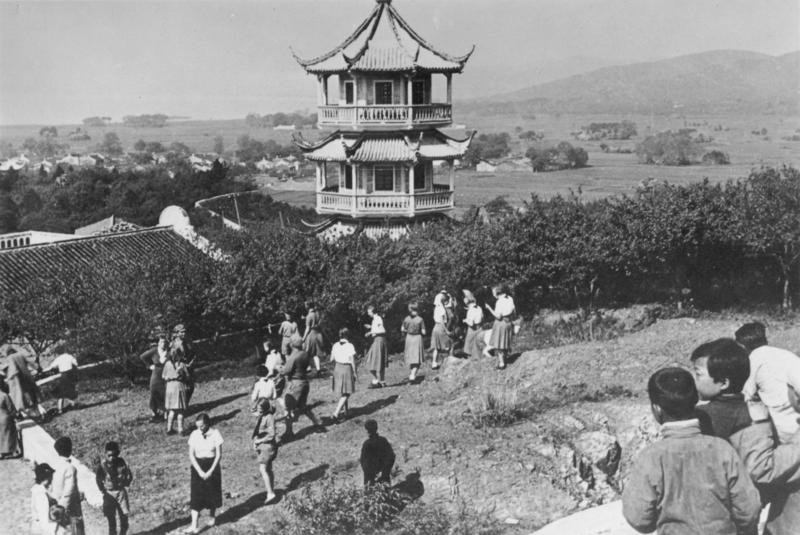
Пошук пасхальних яєць. Усі, Цзянсу, 1934 рік.

Преподобна Мері Джейн Пірс Нортон, помічник генерального секретаря міністерств лідерства в Головній раді учнівства, сказала: «Є щось спільне між пошуком крашанок та пошуком Ісуса в гробниці. Коли ми їх знаходимо, відчуваємо ту ж радість, що і жінки, першими виявили, що Ісуса в гробниці немає».

## Маркетинг

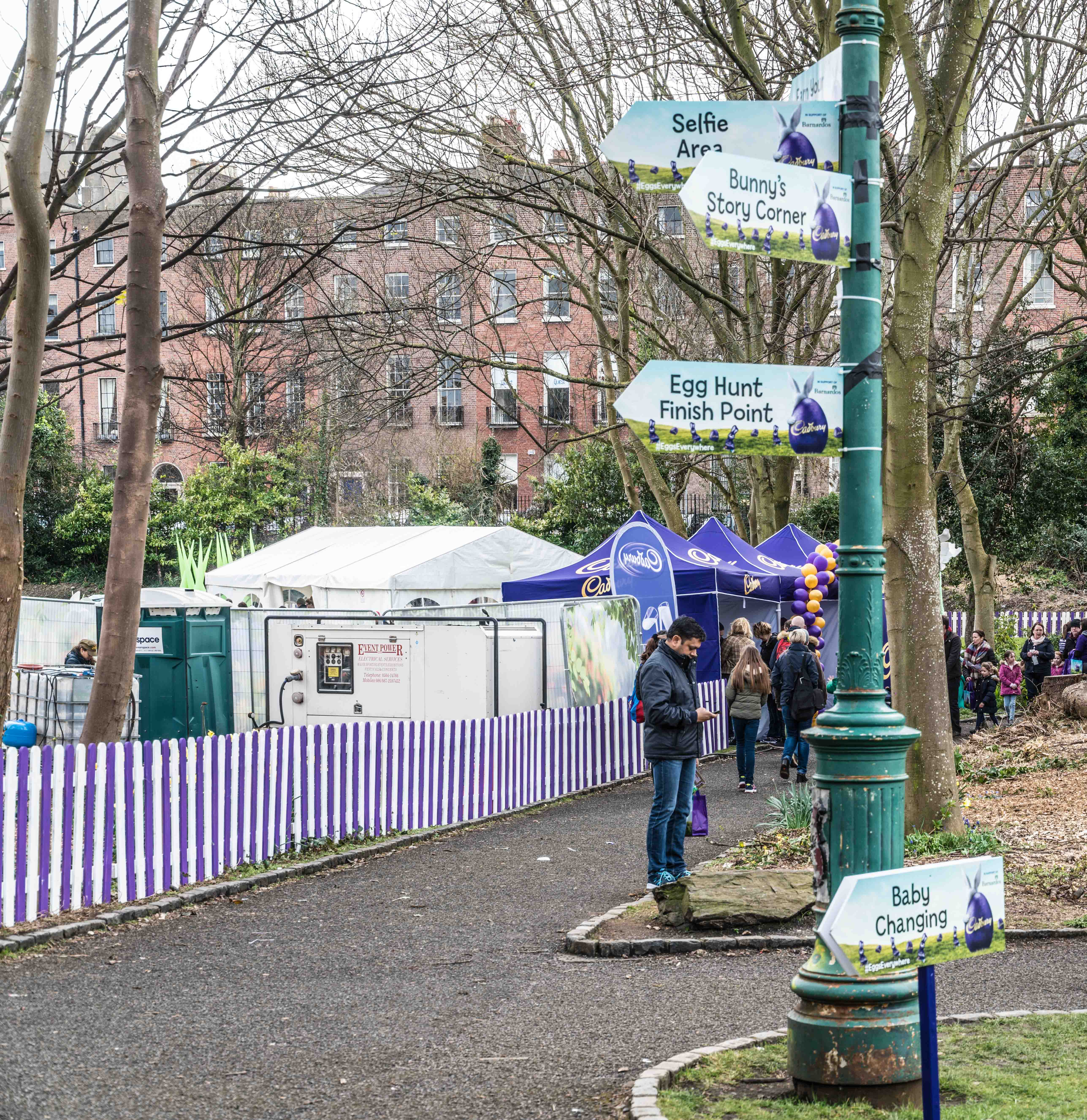
Пошук пасхальних яєць, організований Cadbury в 2016 році

Ряд компаній використовували популярність Пасхи і, зокрема, пошуку крашанок, для просування своїх кондитерських виробів. Найбільш помітними серед них є виробники шоколаду, в тому числі Cadbury з щорічним заходом Easter Egg Trail, яке проходить у Великій Британії на більш ніж 250 майданчиках Національного фонду. У 2015 році британський виробник шоколаду Thorntons разом зі спільнотою геокешинга ховав шоколадні яйця по всій Великій Британії.